# Articulation unco-vertébrale
Les articulations unco-vertébrale (de Trolard) sont des jointures synoviales de la colonne cervicale entre les faces supérieures des uncus du corps des vertèbres cervicales C3 à C7 et la facette latérale biseautée de la vertèbre sus-jacente.
Elles permettent la flexion et l’extension du rachis cervical en limitant sa flexion latérale.